# Alfons López i Tufet
Alfons López i Tufet   (Lleida, 1950) o Alfonso López és un periodista, autor de còmic, humorista gràfic, director de publicacions i divulgador.
La seva obra es caracteritza per un marcat i compromès to polític, crític amb el sistema i defensor de les causes socials. Conscient de les desigualtats i injustícies humanes, la ficció de les seves vinyetes dissecciona la realitat social, política, cultural i mediambiental, intentant incentivar al lector a que reflexioni i actuï en conseqüència.
De la seva extensa trajectòria professional en destaca la creació i direcció de les revistes satíriques Butifarra! (1979) o Cul de Sac (1982), a més de la llarga col·laboració amb el guionista Pepe Gálvez. També, als anys 1980 fou un dels impulsors del Saló Internacional del Còmic de Barcelona i membre del comitè organitzador de la seva primera edició el 1981.
El 2011 fou premiat amb el Premi Nacional de Còmic per Miguel Núñez. Mil vidas más i el 2017 va rebre el premi Junceda al millor còmic per El solar (La Cúpula), segon volum d'una triologia iniciada el 2007 amb Estraperlo y tranvía (Ediciones B), obra amb la qual havia quedat finalista del Premi Nacional del Còmic de 2008.

## Trajectòria professional

### Inicis
S'inicià professionalment a la seva ciutat natal al final dels anys seixanta. A principis dels anys 1970 es va traslladar a Barcelona amb l'objectiu d'esdevenir un professional de l'historieta i l'humor gràfic. Aviat va començar a col·laborar amb publicacions editades en català com Oriflama i En Patufet, o en castellà com Diario de Lleida, TBO i Mata Ratos. En aquests inicis com a humorista, a la seva obra ja s'hi aprecia un cert to crític i social. No obstant, és a partir del 1972 que aquesta vocació per la crítica social i política queda clarament manifesta, a través de les seves contribucions per Gama, una revista pionera en la premsa de barri comarcal.

### Etapa de les capçaleres històriques

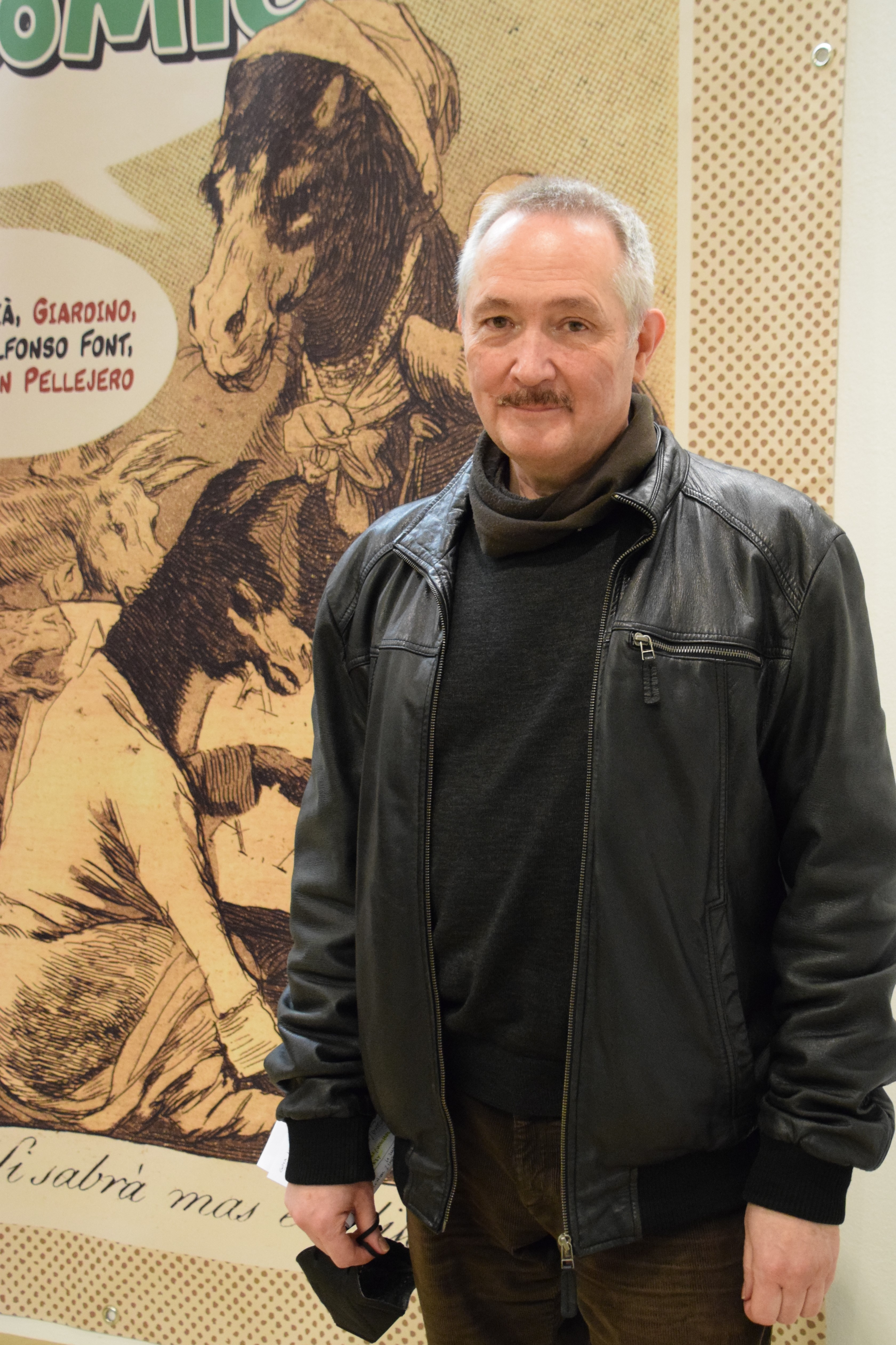
Alfons López presentant l'exposició "La genètica del còmic" (Biblioteca Ignasi Iglésias-Can Fabra. Sant Andreu del Palomar, 2022).

L'any 1975 fundà juntament amb altres dibuixants la revista satírica Butifarra! de la qual fou el director. Malgrat la seva vída efímera, aquesta primerenca experiència consolidà ja el seu perfil com a autor políticament compromès i crític amb el sistema. Desapareguda la revista, entre 1979 i 1987 va realitzar amb diversos membres de l'equip Butifarra uns quants àlbums monogràfics d'historietes, com El urbanismo feroz (1979), La familia (1980) o El patio trasero (1987). A finals dels anys 1970, va col·laborar també amb les revistes El Papus i El Viejo Topo, abans de passar a dirigir el setmanari d'actualitat i crítica social Cul de Sac (1982), en el qual hi va escriure i dibuixar. Aquesta experiència fou seguida per la posterior direcció i coordinació d'altres revistes d'humor gràfic, com Más madera! (1986) i Angelitos Negros (1999).
En general, la dècada dels vuitanta fou força fructífera per Alfons López. El 1980, de la seva col·laboració amb Rafel Vaquer en va néixer la sèrie Atasco Star, la qual fou publicada a diverses edicions de l'Editorial Bruguera. El 1982 va iniciar la sèrie Orgasmos cotidianos amb Bigart, després escrita per Xavi Roca, que va passar per revistes com Cul de Sac, El Jueves, Titanic o inclús la francesa Fluide Glacial. Per a la revista Rambla va concebre la sèrie Pepa, un personatge que va ser publicat posteriorment a Cimoc. El 1984, amb l'equip de Butifarra! i un grup de pedagogs, es va encarregar de la realització gràfica del curs de català Digui, digui.... L'any 1986 va iniciar una sèrie d'estades a diversos països de Centre i Sud-amèrica com a historietista i especialista en aplicacions didàctiques en el camp del còmic i la il·lustració, activitat a la qual va posar fi el 2008. Paral·lelament, va anar tirant endavant la sèrie Paco el ministro, publicada periòdicament a El Jueves entre 1989 i 1992.
L'amenaça de consell de guerra per Guernica 1945
El 1980 fou processat pel jutjat militar, juntament amb Juanjo Sarto, per injúries a la guardia civil degut al còmic "Guernica 1945", el qual havia aparegut al número 20 de la revista El Viejo Topo, publicada el maig de 1978. Amb dibuix de López i guió de Sarto, la història tractava sobre la repressió de la llengua basca durant el franquisme, mostrant a una parella de guardies civils que obligaven a un pare a apallissar el seu fill per haver-se expresat en euskera. El còmic també fou publicat al diari Egin i va circular clandestinament mitjançant fotocòpies. Segons el propi Alfons López, finalment va poder esquivar el consell de guerra i «la condemna va acabar en un arrest domiciliari de dos mesos».

### Maduresa
Deixada enrere la seva etapa per capçaleres d'humor gràfic com Butifarra!, El Papus, Más madera! o El Jueves, l'obra d'Alfons López es diversifica notablement, centrant-se en la premsa diària però publicant paral·lelament llibres d'assaig i novel·les gràfiques. Mereix un punt i apart la seva col·laboració amb el guionista Pepe Gálvez, per la seva solidesa i constància a llarg termini.
Entre 1993 i 1994 va col·laborar amb el suplement dominical del diari Avui amb la sèrie còmica Àlex Cunillera, amb guió de Xavier Roca. Posteriorment, l'editorial Planeta deAgostini va traduir la sèrie al castellà, publicant-la en un volum únic titulat Alex Cunillera. Ático tercera, dins de la col·lecció d'humor de la línea d'autors espanyols a càrrec d'Antoni Guiral i Antonio Martín.
A mitjans dels anys 2000 va iniciar una llarga col·laboració amb el diari Público (tant en l'edició castellana com en la catalana), la qual va concloure el 2016. Altres diaris que anteriorment ja havien vist publicades les seves vinyetes foren La Vanguardia, El Periódico de Catalunya o el Diari de Barcelona.
L'any 2002 inicià la col·lecció Pasen y vean, on barreja text, imatges i historietes en llibres d'assaig polític com La globalización (2002), La pobreza no es rentable (2006) i Cambio climático y sostenibilidad (2008).
També realitzà llibres en solitari com Políticamente incorrecto (2005) o Malvados e Imbéciles (2015), una recopilació, aquest darrer, de les tires d'humor gràfic publicades al diari Público des de 2008 fins a 2015.
La triologia històrica d'homenatge als tebeos clàssics

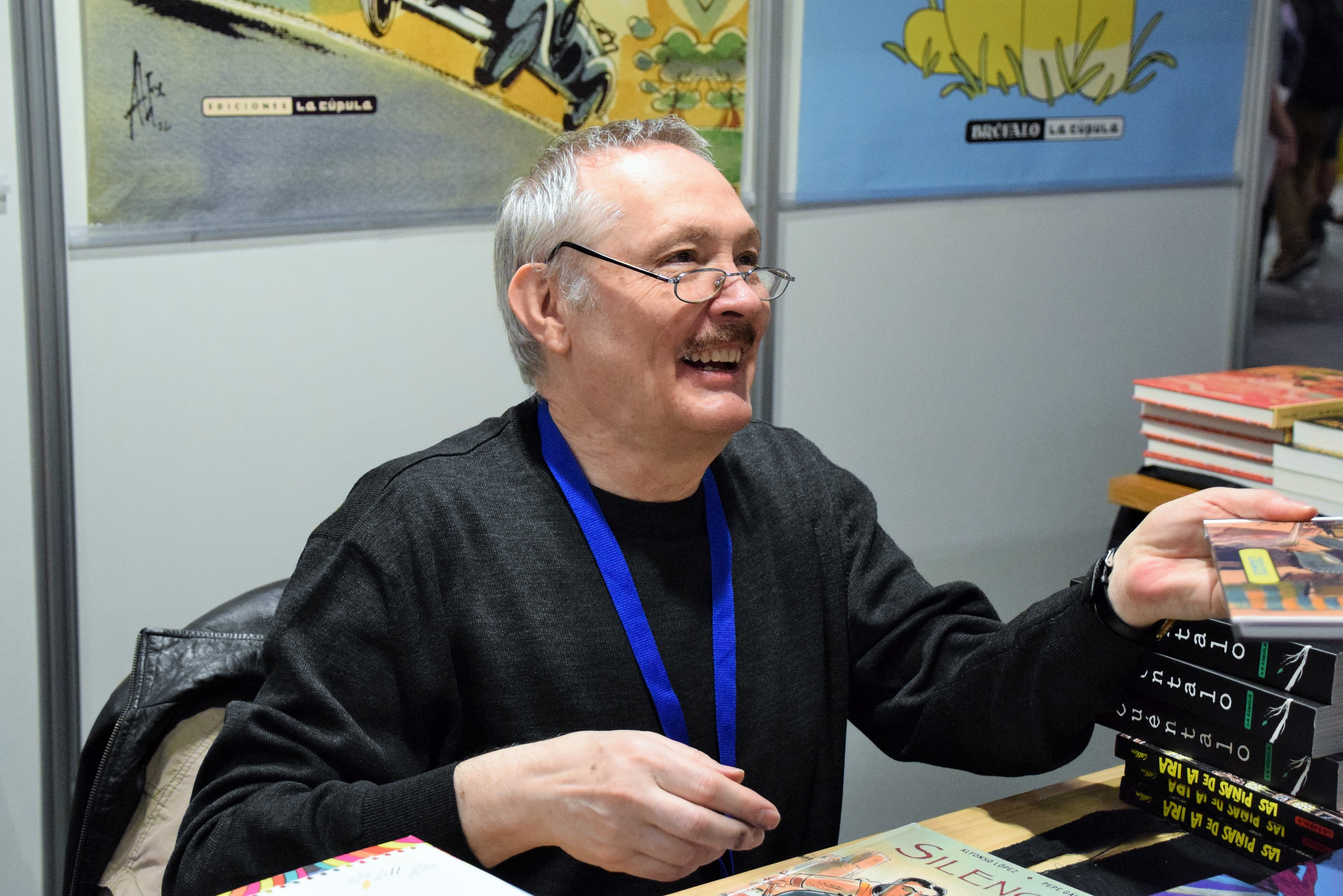
Alfons López signant exemplars al 42 Comic Barcelona (2024).

El 2007, amb Estraperlo y tranvía, Alfons López va publicar la primera part del que acabaria esdevenint una triologia de memòria històrica ambientada en l'Espanya de la postguerra, amb la qual López homenatja al mateix temps els tebeos dels anys 1940, amb trames plenes de personatges inspirats en l'escola Bruguera. La triologia està formada per Estraperlo y tranvía (2007), El solar (2016) i Una tarde con Himmler (2022).
A Estraperlo y tranvía (2007) López va recuperar els emblemàtics personatges de La família Ulisses de Benejam per a fer un còmic ambientat en el clima opressiu i gris de la posguerra espanyola, en el qual Ulisses es veu involucrat en una trama de contraban. El títol fa referència a un vers de la cançó Temps era temps de Joan Manuel Serrat. Altres personatges reconeixibles que apareixen al còmic són il·lustres personatges de Bruguera com Carpanta, Doña Urraca, Zipi i Zape o Don Pío. En aquest homenatge a Bruguera, López va voler situar els protagonistes en situacions que no haurien passat la censura franquista de l'època, amb temes tabú com per exemple el contacte amb els maquis o l'estraperlo. El còmic fou finalista del Premi Nacional del Còmic.
Amb El solar (2016), Alfons López va continuar la línia iniciada el 2007 amb Estraperlo y tranvía. Farcit d'ironia i humor negre, el còmic tornà a recuperar diverses icones de la cultura popular de l'època, com ara Zipi i Zape, Petra o de nou la família Ulisses, mesclant-los ara amb personatges reals de l'època. En aquesta ocasió el protagonista és Pepe Gazuza, clarament inspirat en Carpanta, l'il·lustre personatge d'Escobar, que complerta la seva condemna abandona el darrer camp de concentració per presoners de la República i es planta a la Barcelona de finals dels anys 1940, on regna la fam, la picaresca i l'estraperlo. Aquest còmic li va valer a López l'obtenció del Premi Junceda concedit per l'Associació Professional d'il·lustradors de Catalunya.
El 2022, amb la publicació del còmic Una tarde con Himmler, Alfons López va completar la seva triologia dedicada a la memòria històrica i en homenatge al cinema i al còmic de la postguerra. En aquesta ocasió, la trama del còmic gira entorn de la visita de Heinrich Himmler a la península Ibèrica el 1940, que és rebut amb tots els honors per l'espanya franquista. Amb aquest fet real com a taló de fons, López teixeix una trepidant trama coral farcida d'intrigues polítiques i espionatge mentre Himmler persegueix la recerca del Sant Greal. De nou, en el còmic hi apareix una multitud de personatges tant reals com de ficció de l'època, com Winston Churchill, doña Urraca, la família Cebolleta, Josep Pla, el repórter Tribulete, Francesc Cambó, las hermanas Gilda o els germans Marx.
Segons López, la triologia fou improvisada i si va acabar cristal·litzant fou només «perquè en cada cas se m'han anat acudint idees que podien donar joc i que encaixaven en aquesta línia de memòria històrica i homenatge als nostres tebeos clàssics».
Col·laboració amb Pepe Gálvez
Ja a mitjans dels anys 1990, la seva prèvia experiència amb revistes i publicacions periòdiques deixa pas a la incursió en el camp de la novel·la gràfica. Destaca en aquest àmbit la seva estable col·laboració amb el guionista Pepe Gálvez, amb qui treballa assíduament i comparteix les mateixes inquietuds socials. La crítica ha titllat aquesta col·laboració com una de les «parelles creatives més sòlides del còmic espanyol actual».
Les obres amb Gálvez estan sovint marcades per un clar contingut polític, social o històric, com Assassinat a la mesquita (1996), Color café (1998) o Miguel Núñez. Mil vidas más (2010), guanyadora aquesta darrera del Premi Nacional de Còmic. Però publiquen també Silencios, la juventud del Capitán Trueno (2006), un homenatge al Capitán Trueno per commemorar el 50è aniversari de l'heroi creat per Víctor Mora i Ambrós. El 2021, ambdós autors tornen a reivindicar la memòria històrica amb la publicació de 8 hores: el noi del sucre i la vaga de la canadenca, una obra que explora el naixement del moviment obrer i sindical a Catalunya, amb la gestació de la vaga de La Canadenca i l'assassinat de Salvador Seguí com a teló de fons. Altres obres nascudes de la col·laboració amb Pepe Gálvez són les tires d'humor Expediente exprés (1998) i Segis (2001).
Altres col·laboracions
Han col·laborat també amb Alfons López destacats guionistes com Xavi Roca, amb sèries com Àlex Cunillera (1993) i Paula (2005); Manel Fontdevila amb Une vie de Saint (1996) i La saga de Chaves (2004) o Andreu Martín amb Máxima discreción (2011), constituint aquest darrer títol el còmic amb el qual l'editorial Panini va començar la col·lecció "Panini Noir", dedicada a la sèrie negre. Addicionalment, de la seva col·laboració com a il·lustrador amb entitats diverses com ara SOS Racisme o Comissions Obreres, n'han sorgit llibres i publicacions com Sabies que la llei d'estrangeria...? (2001) o Tenim drets (2005).

## Comissari d'exposicions (selecció)
- 1988 - Barcelona en el còmic. Exposició mostrada durant el Saló Internacional del Còmic de Barcelona que proposà un recorregut imaginari a través de les vinyetes per la ciutat de Barcelona. La mosta va incloure vinyetes de la sèrie Los profesionales de Carlos Giménez, Las vidas ejemplares de Montesol, Felina de Víctor Mora, la sèrie Eric Castel de Raymond Reding i Françoise Hugues o còmics de Max. Fou comissariada per Alfons López.[16]
- 2022 - La genètica del còmic. Exposició que analitzà l'evolució de l'obra i influències de diversos dibuixants de còmic de diferents generacions al llarg de la seva carrera. La mostra va incloure l'anàlisi d'autors com Josep Maria Beà, Vittorio Giardino, Albert Monteys, Alfonso Font, Laura Pérez i Vernetti o Rubén Pellejero. Lloc: Biblioteca Ignasi Iglésias-Can Fabra. Dates: del 15 de febrer al 31 de març. Exposició dirigida per Alfons López.[17]
- 2024 - Darrere la vinyeta. Exposició dedicada als guionistes de còmic, una figura a vegades no prou valorada o eclipsada pel dibuixant o "autor complet" (per exemple Quino, Carlos Giménez, Ivà o Hugo Pratt) però fonamental en moltes obres mestres del còmic. L'exposició va incloure als guionistes Joaquim Buïgas, Rafael González, Víctor Mora, Abulí, Andreu Martín, Efepé, Nieto, Joan Tharrats, Tortajada, Pedro Quesada, Segura, Hernández Cava, Antonio Altarriba, Goscinny, Pierre Christin, Oesterheld, Carlos Trillo i Alan Moore. Lloc: Biblioteca Ignasi Iglésias-Can Fabra. Dates: del 30 d'abril al 14 de juny de 2024. Exposició dirigida i coordinada per Alfons López.[18]

## Premis i reconeixements
- 1977 - Premi al millor guionista entregat pel Club Amigos de la Historieta.[19]
- 2005 - Premi Serra i Moret d'actuació cívica de la Generalitat de Catalunya.
- 2008 - Finalista del Premi Nacional del Còmic per Estraperlo y tranvía.[4]
- 2011 - Premi Nacional de Cultura del CONCA en l'apartat de còmic per Miguel Núñez. Mil vidas más (2010), compartit amb Pepe Gálvez i Joan Mundet.[3]
- 2017 - Premi Junceda al millor còmic per l'obra El solar (La Cúpula).[20]
- 2023 - Premi "Una vida de vinyetes", atorgat pel Festival de Còmic Splash.[21]

## Llegat
El 2017, el Museu d'Art Jaume Morera de Lleida va adquirir obra original d'Alfons López. El material comprenia, entre d'altres, dibuixos de l'autor publicats entre els anys 1970 i 1990 a revistes com El Papus, TBO o El Jueves.
Altre material original de l'autor es troba repartit entre l'Arxiu Històric de CCOO de Catalunya, la Biblioteca de Catalunya i l'Arxiu Històric de la Ciutat de Barcelona. El material guardat per la Biblioteca de Catalunya es tracta sobretot de dibuixos originals publicats al diari Público (edició catalana), fotografies, i altres documents gràfics (cartells, auques i catàlegs). L'Arxiu Històric de la Ciutat de Barcelona, per altra banda, conserva el 70% del fons de la revista Butifarra!, entre el qual s'hi troben moltes peces d'Alfons López.

## Obra publicada
- La Saga de Chaves. Ediciones Glénat, Barcelona, 2004. Argument de Manel Fontdevila. ISBN 84-8449-654-6.
- Políticamente incorrecto. Icaria Editorial, Barcelona, 2005. ISBN 474268095 Error en ISBN: longitud ni 10 ni 13 / ISBN 9788474268096.
- Pasen y vean. Los objetivos del milenio. Edita Fundació Pau i Solidaritat de Comissions Obreres de Catalunya, Barcelona, 2006.[24]
- La pobresa no és rendible. Icaria Editorial, Barcelona, 2006. ISBN 9788474268706.
- Silencios. La juventud del Capitán Trueno. Ediciones B, Barcelona, 2006. Guió de Pepe Gálvez. ISBN 84-666-2759-6.[25]
- Expediente exprés. Comisiones Obreras, Madrid, 2007. ISBN 978-84-89906-22-8.
- Estraperlo y tranvía. Ediciones B, Barcelona, 2007. ISBN 9788466631716.
- Cambio climático y sostenibilidad. Panini, Torroella de Montgrí, 2008. ISBN 9788498850260.
- Els immigrants i la punyetera crisi. S.O.S. Racisme, Barcelona, 2009.[26]
- Què està passant. Edita Mans Unides, Barcelona, 2009.[27]
- Miguel Nuñez, mil vidas más. Ediciones de Ponent, 2010. Guió de Pepe Gálvez. ISBN 9788496730540.
- Máxima discreción. Edita Panini España, Torroella de Montgrí, 2011. Guió d'Andreu Martín. ISBN 978-84-9885-676-7[28]
- Malvados e Imbéciles. Los mejores años de nuestra crisis. Amaníaco Ediciones, Barcelona, 2015. ISBN 978-84-942426-2-5
- Butifarra! El còmic dels barris (1975-1987). Diversos autors. Ajuntament de Barcelona, Barcelona, 2015. ISBN 978-84-9850-678-5
- El Solar. La Cúpula, Barcelona, 2016. ISBN 978-84-16400-53-9
- Llegará el invierno. Navona editorial, Barcelona, 2019. Guió de Pepe Gálvez. ISBN 978-8-417-18161-1
- 8 hores: el noi del sucre i la vaga de la canadenca. Pagès Editors, 2021. Guió i textos: Pepe Gálvez. ISBN 978-84-1303-248-1[29]
- Una tarde con Himmler. La Cúpula, Barcelona, 2022. ISBN 978-8418809477